# Baotou
| Mongolische Bezeichnung | Mongolische Bezeichnung |
| ----------------------- | ----------------------- |
| Mongolische Schrift:    | ᠪᠤᠭᠠᠲ ᠬᠣᠲ               |
| Transliteration:        | buɣat qota              |
| Kyrillische Schrift:    | Бугат хот               |
| ISO-Transliteration:    | Bugat hot               |
| Transkription:          | Bugat chot              |
| Chinesische Bezeichnung |                         |
| Traditionell:           | 包頭市                  |
| Vereinfacht:            | 包头市                  |
| Pinyin:                 | Bāotóu Shì              |
| Wade-Giles:             | Pao-t’ou Shih           |

Lage der Stadt Baotou im Autonomen Gebiet Innere Mongolei

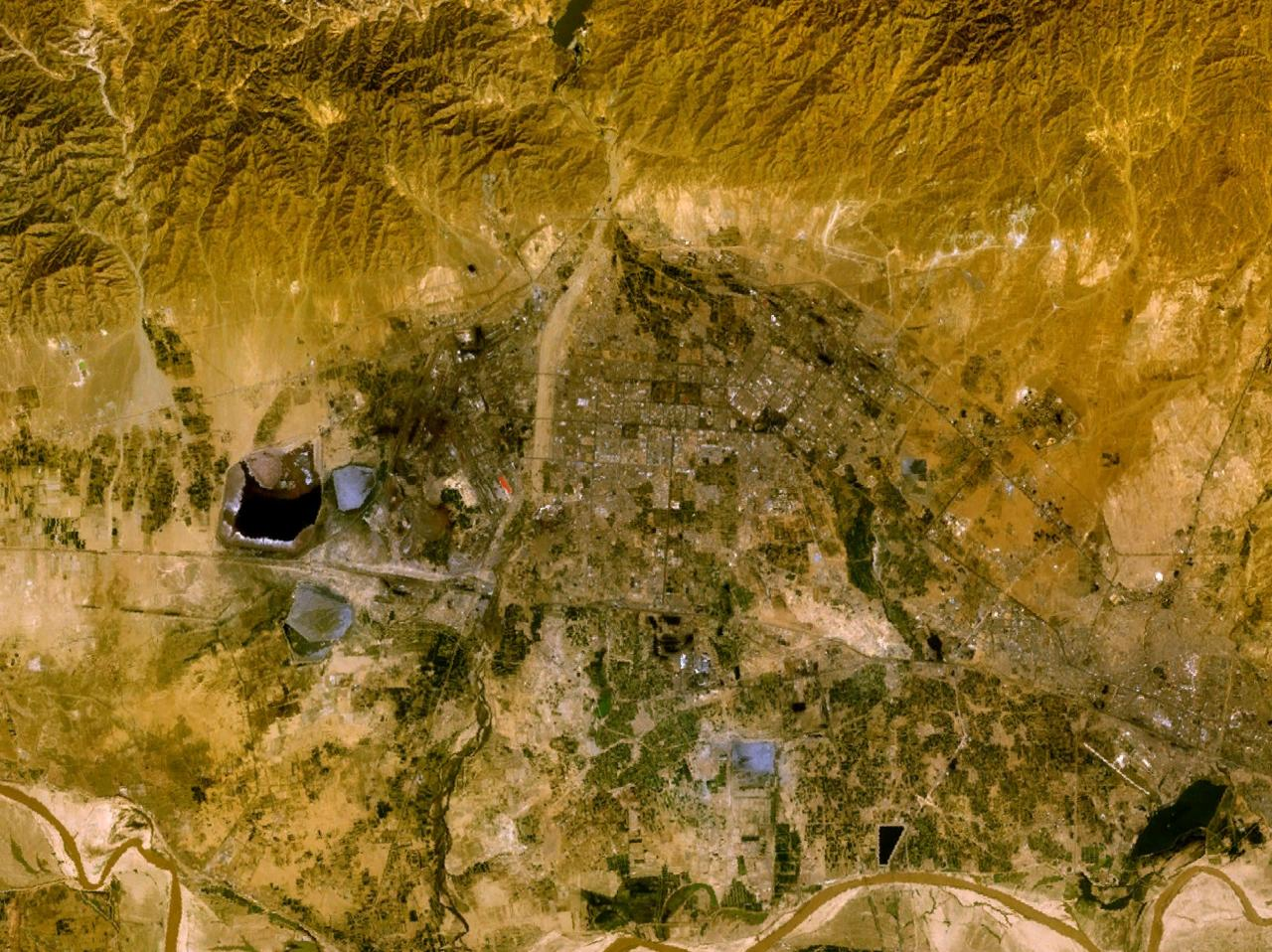
Satellitenbild von Baotou

Baotou (chinesisch 包头, Pinyin Bāotóu) ist eine bezirksfreie Stadt in der Autonomen Region Innere Mongolei der Volksrepublik China. Die Stadt liegt am Huang He (Gelber Fluss). In der Nähe der Stadt kann man heute noch Reste der Chinesischen Mauer finden. Das Verwaltungsgebiet der Stadt Baotou hat eine Fläche von 27.768 km² und etwa 2,858 Millionen Einwohner (Ende 2016). Daraus ergibt sich eine Bevölkerungsdichte von 102,92 Einwohnern/km² (Ende 2016). Baotou/Bugathot ist damit die größte Stadt der Inneren Mongolei.
Zhao Jiangtao ist der Bürgermeister der Stadt (Stand 2017).

## Administrative Gliederung
Das Verwaltungsgebiet der Stadt Baotou besteht aus sechs Stadtbezirken, einem Kreis und zwei Bannern:
- Stadtbezirk Hondlon (昆都仑区 Kūndūlún Qū), 119 km², 440.000 Einwohner;
- Stadtbezirk Donghe (东河区 Dōnghé Qū), 85 km², 380.000 Einwohner;
- Stadtbezirk Qingshan (青山区 Qīngshān Qū), 67 km², 310.000 Einwohner;
- Stadtbezirk Shiguai (石拐区 Shíguǎi Qū), 619 km², 60.000 Einwohner;
- Stadtbezirk Bayan Obo (白云矿区 Báiyún Kuàng Qū), 303 km², 20.000 Einwohner;
- Stadtbezirk Jiuyuan (九原区 Jiǔyuán Qū), 1.776 km², 220.000 Einwohner;
- Kreis Guyang (固阳县 Gùyáng Xiàn), 5.021 km², 210.000 Einwohner, Hauptort: Großgemeinde Jinshan (金山镇),
- Rechtes Tumed-Banner (土默特右旗 Tǔmòtè Yòu Qí), 2.368 km², 350.000 Einwohner; Hauptort: Großgemeinde Salq (萨拉齐镇);
- Vereinigtes Darhan-Muminggan-Banner (达尔罕茂明安联合旗 Dá'ěrhǎn Màomíng'ān Liánhé Qí), 17.410 km², 110.000 Einwohner, Hauptort: Großgemeinde Bail Miao (百灵庙镇).

## Bevölkerung

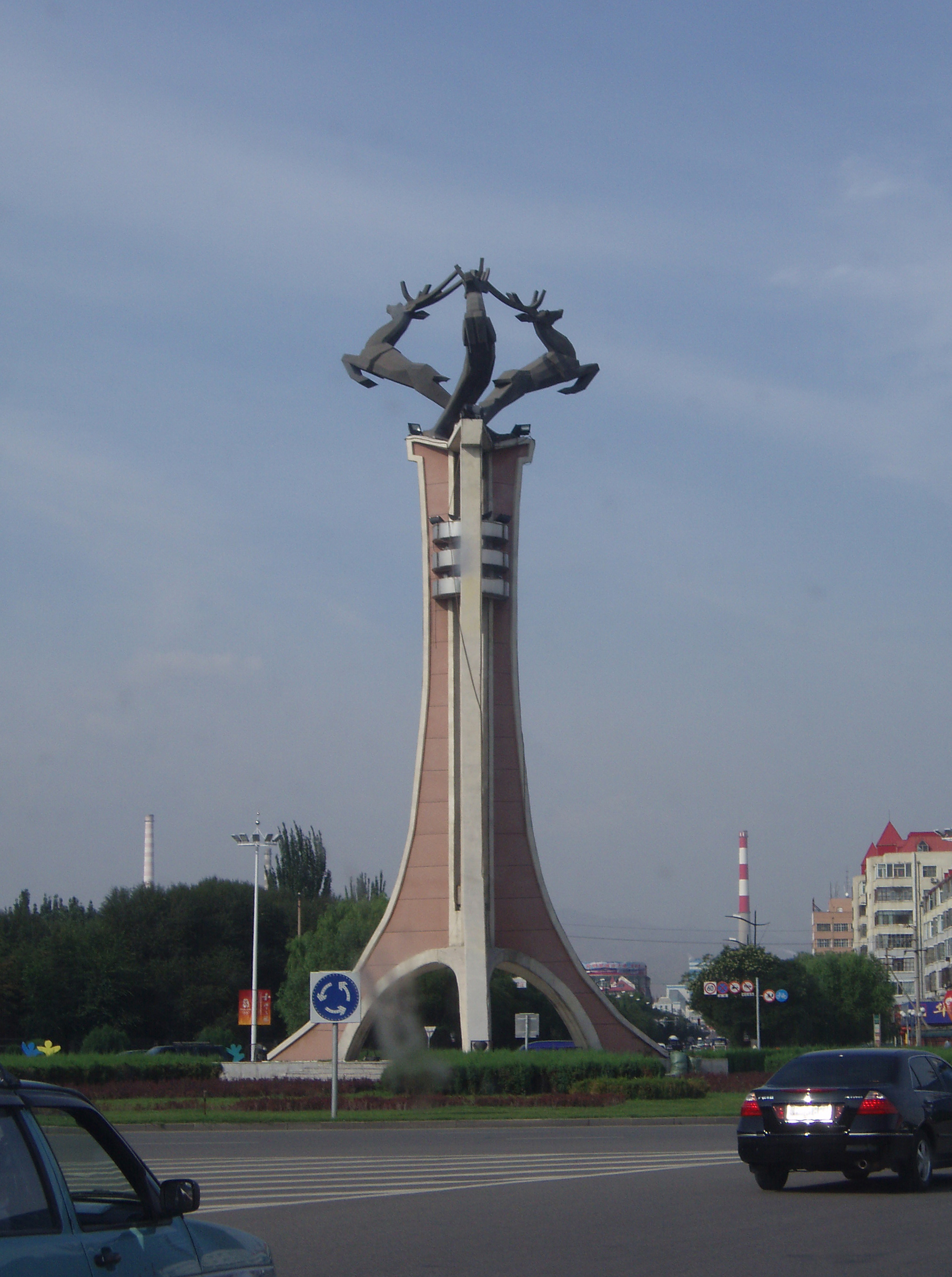
Baotou

Baotou hatte laut Zensus (2000) 2.254.439 Einwohner.
| Name des Volkes | Einwohner | Anteil  |
| --------------- | --------- | ------- |
| Han             | 2.122.737 | 94,16 % |
| Mongolen        | 67.209    | 2,98 %  |
| Hui             | 36.234    | 1,61 %  |
| Mandschu        | 22.826    | 1,01 %  |
| Koreaner        | 848       | 0,04 %  |
| Daur            | 751       | 0,03 %  |
| Uiguren         | 597       | 0,03 %  |
| Yi              | 457       | 0,02 %  |
| Miao            | 450       | 0,02 %  |
| Bouyei          | 396       | 0,02 %  |
| Zhuang          | 314       | 0,01 %  |
| Tujia           | 310       | 0,01 %  |
| Xibe            | 248       | 0,01 %  |
| Sonstige        | 1.062     | 0,05 %  |

Bevölkerungsentwicklung der Agglomeration laut UN
2017 lebten 2,05 Millionen Einwohner in der städtischen Agglomeration der Stadt. Der Rest der Bevölkerung lebte im ländlich geprägten Umland. Aufgrund der dynamischen wirtschaftlichen Entwicklung stieg die Bevölkerung in den letzten Jahren rasant an.
| Jahr | Einwohnerzahl |
| ---- | ------------- |
| 1950 | 104.000       |
| 1960 | 346.000       |
| 1970 | 754.000       |
| 1980 | 835.000       |
| 1990 | 1.044.000     |
| 2000 | 1.406.000     |
| 2010 | 1.757.000     |
| 2017 | 2.050.000     |

## Wirtschaft

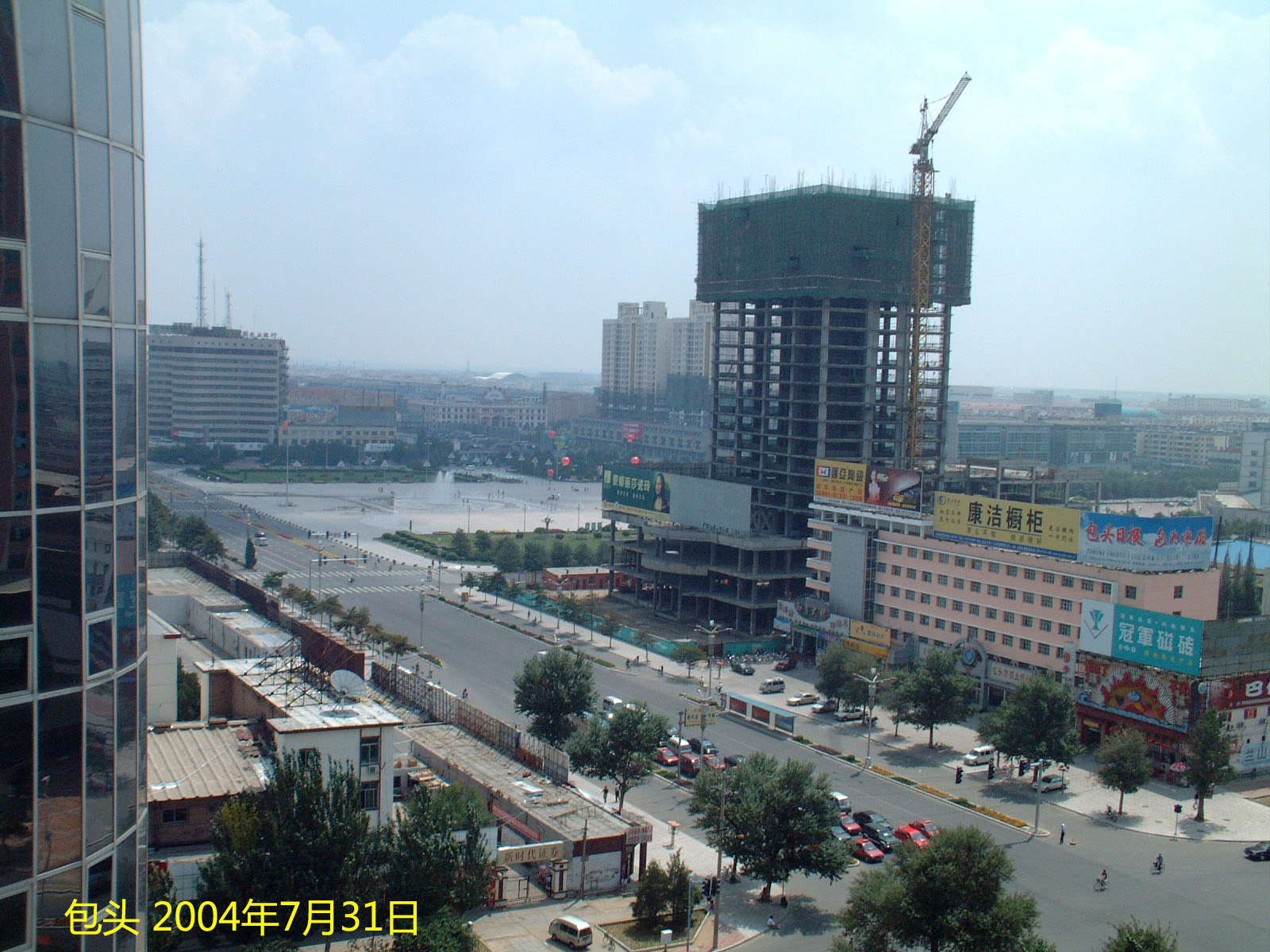
Baotou, Bautätigkeiten 2004

Die Gegend um Baotou ist bekannt für die weltweit größten bekannten Lagerstätten an Seltenerdmetallen. Die Lagerstätten der Bayan-Obo-Mine nördlich von Baotou wurden im Jahr 1936 entdeckt und beinhalten ca. 40 Millionen Tonnen Erz, was ca. 70 % des bekannten Vorkommens an diesen Metallen entspricht. Mit dem Abbau geht eine massive Umweltverschmutzung einher. Ein eingedämmtes, ca. 8,5 km² großen Areal von Abbaurückständen und -Schlämmen (Tailings) mit einem schwarz gefärbten See in der Mitte fand internationale Aufmerksamkeit, als Reportern aus Großbritannien und Österreich es als „schlimmsten Ort der Erde“ beziehungsweise „Hölle auf Erden“ bezeichneten. Da diese Umweltschäden die Einhaltung grundlegender Menschenrechte in Frage stellen, z. B. das Recht auf Zugang zu sauberem Wasser, wurde Baotou in die UN-Liste der 50 schlimmsten Opferzonen aufgenommen.

## Verkehr
Die Stadt liegt an den hier gemeinsam verlaufenden Autobahnen G6 Peking–Lhasa und G7 Peking-Ürümqi in Ost-West-Richtung und an der von hier nach Süden führenden Autobahn Baotou–Maoming (G65).
Die Bahnstrecke Peking–Baotou und die Schnellfahrstrecke Hohhot-Zhangjiakou verbinden Baotou mit der Provinzhauptstadt Hohhot und mit Peking. Die Fortsetzungen nach Westen ist die Bahnstrecke Baotou–Lanzhou über Wuhai nach Lanzhou. Seit 2010 führt die Bahnstrecke Baotou–Xi’an nach Süden über Ordos in die alte chinesische Hauptstadt Xi’an. Die Bahnstrecke Baotou–Shenmu führt Richtung Südosten, zwei weitere Strecken nach Norden zur mongolischen Grenze.
Der Flughafen Baotou liegt im Südosten der Stadt.

## Klimatabelle
|                       | Jan   | Feb   | Mär  | Apr  | Mai  | Jun  | Jul  | Aug  | Sep  | Okt  | Nov  | Dez   |   |       |
| Mittl. Tagesmax. (°C) | −4,1  | 0,4   | 7,6  | 16,9 | 23,9 | 28,2 | 29,6 | 27,1 | 22,1 | 14,8 | 5,2  | −2,3  | ⌀ | 14,2  |
| Mittl. Tagesmin. (°C) | −16,8 | −12,7 | −5,6 | 2,0  | 8,7  | 13,9 | 17,1 | 15,3 | 8,7  | 1,3  | −7,2 | −14,3 | ⌀ | 0,9   |
|                       |       |       |      |      |      |      |      |      |      |      |      |       |   |       |
| Niederschlag (mm)     | 2,1   | 3,8   | 8,3  | 8,1  | 17,3 | 28,0 | 81,3 | 87,7 | 38,7 | 17,1 | 3,8  | 1,4   | Σ | 297,6 |
|                       |       |       |      |      |      |      |      |      |      |      |      |       |   |       |
| Regentage (d)         | 1,4   | 2,2   | 2,9  | 3,0  | 4,7  | 7,0  | 10,5 | 10,7 | 6,9  | 3,8  | 1,7  | 1,5   | Σ | 56,3  |

| −16,8 |

| −12,7 |

| −5,6 |

| 2,0 |

| 8,7 |

| 13,9 |

| 17,1 |

| 15,3 |

| 8,7 |

| 1,3 |

| −7,2 |

| −14,3 |

| −16,8 |

| −12,7 |

| −5,6 |

| 2,0 |

| 8,7 |

| 13,9 |

| 17,1 |

| 15,3 |

| 8,7 |

| 1,3 |

| −7,2 |

| −14,3 |

## Persönlichkeiten
- Liu Ailing (* 1967), Fußballspielerin
- Ren Guixin (* 1988), Fußballspielerin